# 武館
武館是指教授和學習各種武術的組織機構。多數武館以某種武術派門為基礎設立，教授徒弟；亦有部分綜合學習武術的的武館，例如精武体育会。
一般中國武術的武館，又叫國術館，早期開課教授傳統武術，但現今多以治療「跌打損傷」為本業。國術館中的師父，有的就跟推拿師一樣，只不過自己開業而已，不過並不在健保體制之內。
國術館或各式民俗療法，治療手法五花八門，包括徒手經絡按摩、推拿、放血及貼藥膏等，宣稱可以解決跌打損傷、痠痛、神經痛、氣血不順等毛病；為跟上時代潮流，有些會增購物理治療的相關儀器設備輔助。
一般日本的武館，日文稱之為道場，即練習日本武術的地方。例如：空手道、柔道、合氣道、劍道、居合道和弓道等等。
1895年（明治28年），大日本武德會於京都成立，在日本本土及日本殖民地廣設武德殿作為推廣武道的武館。
日本武道館是為1964年舉行的東京奧林匹克運動會舉行柔道比賽之會場。